# Scinax madeirae
Scinax madeirae es una especie de anfibio anuro de la familia Hylidae.

## Distribución geográfica
Esta especie se encuentra en:
- Brasil en el estado de Rondônia;
- Bolivia en el departamento de Beni.[3]

## Taxonomía
Esta especie ha sido identificada por su sinonimia con Scinax fuscomarginatus por Brusquetti, Jansen, Barrio-Amoros, Segalla y Haddad en 2014.

## Publicación original
- Bokermann, 1964: Dos nuevas especies de Hyla de Rondônia, Brasil. (Amphibia, Salientia, Hylidae). Neotropica, vol. 10, n.º 31, p. 1-6.